# .mx
.mx je vrhovna internetska domena (country code top-level domain - ccTLD) za Meksiko. Domenom upravlja NIC-Mexico.

## Vanjske poveznice
- IANA .mx whois informacija  Arhivirana inačica izvorne stranice od 11. lipnja 2006. (Wayback Machine)